# Lutzenberg
Lutzenberg es una comuna suiza del cantón de Appenzell Rodas Exteriores, formó parte del extinto distrito Vorderland. La comuna de Lutzenberg se encuentra dividida en dos partes, la primera, en la cual se encuentra el núcleo urbano principal, limita al norte con la comuna de Thal (SG) y Rheineck (SG), al este con Sankt Margrethen (SG) y Walzenhausen, al sur y oeste con 
Wolfhalden. La segunda parte, enclavada al norte del cantón, limita con las comunas de Eggersriet (SG), Heiden y Rorschacherberg (SG).
Lutzenberg es la comuna más cercana al Lago de Constanza en el cantón de Appenzell Rodas Exteriores.

## Historia
Lutzenberg fue una localidad de la comuna de Kurzenberg, desde 1666 esta se dividió para formar las actuales comunas de: Heiden, Wolfhalden y Lutzenberg.